# Kovácsolás

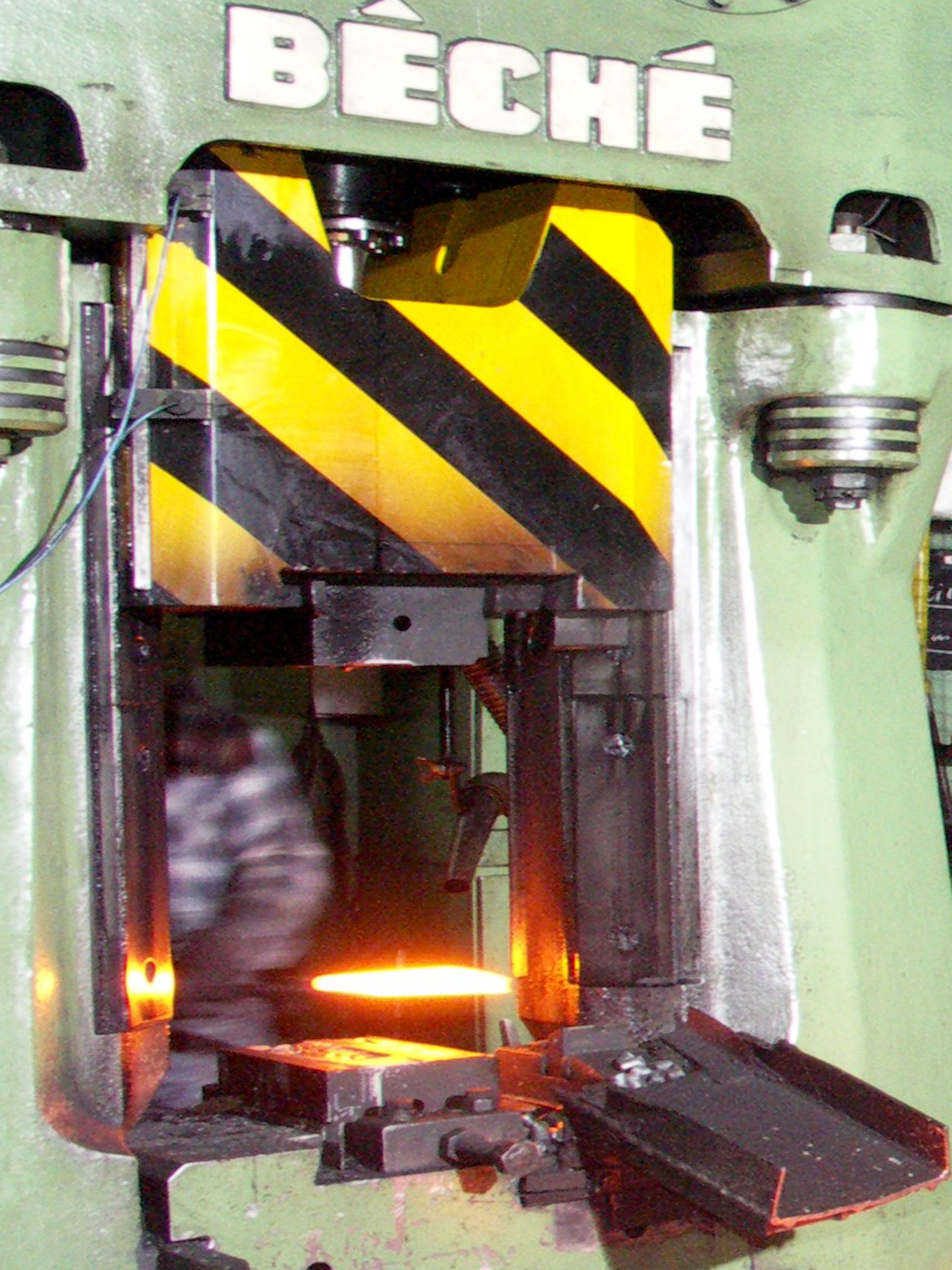
Süllyesztékes kovácsolás

A kovácsolás a fémek képlékeny alakításának legősibb módszere, már a bronzkorból is maradtak fenn erre utaló leletek. Kovácsoláskor a fémet általában két szerszám alakító felületei között, ütésekkel vagy nyomással formálják. Alakíthatják melegen, hidegen vagy félmeleg állapotban (ez egyébként a legtöbb képlékenyen alakító módszerre igaz). A kovácsolás az eredeti durva szövetszerkezetet finomabbá teszi, a helyesen megválasztott technológiával a szálelrendeződés a majdani igénybevételnek megfelelően alakítható úgy, hogy javuljanak a darab mechanikai tulajdonságai (kontrakció, nyúlás, fajlagos ütőmunka). A kovácsdarabok minősége az alakítás után hőkezeléssel tovább javítható. A kovácsolt darabok hossza néhány millimétertől több méterig terjedhet. A kovácsolás lehet kézi vagy gépi, utóbbi lehet szabadalakító vagy süllyesztékes.
A kovácsolás célszerű módszerét a gyártás költségei határozzák meg, ez pedig elsősorban a sorozatok nagyságától függ. A gyártási költség egyik tényezője a forgácsolási költség. Szabadalakító kovácsolásnál majdnem mindig nagyobb forgácsolási hozzáadással kell/lehet dolgozni, tehát nagyobbak a forgácsolási költségek. A süllyesztékes kovácsolásnál a süllyesztékszerszám költségeit kell figyelembe venni. Minél nagyobb a gyártási sorozat, annál kisebb a szerszám fajlagos költsége, tehát a süllyesztékes kovácsolás egyértelműen a tömeggyártás módszere (ezért az ábra két görbéjének metszéspontja utáni sorozatnagyságoknál a süllyesztékes kovácsolás javasolt). Számításba kell még venni a melegítés, a gépek működtetése, az élőmunka stb. költségeit is.

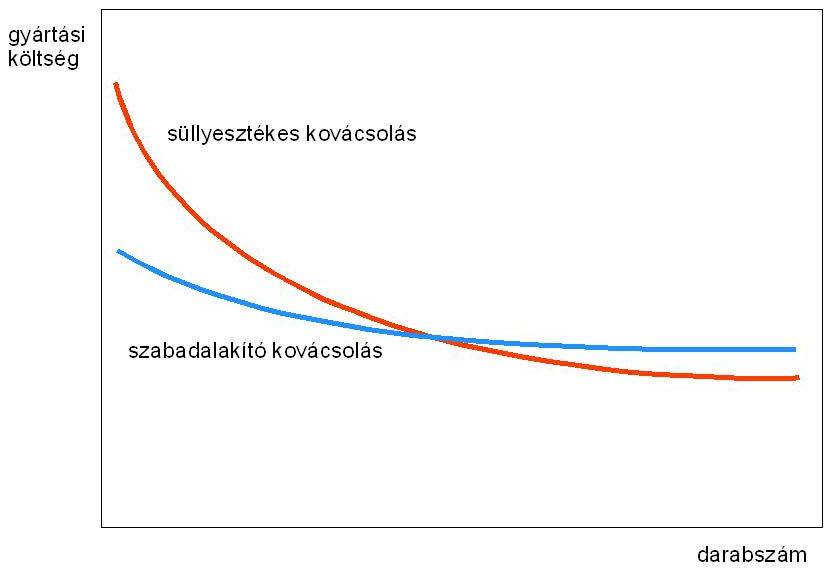
A kovácsolási költségek függése a darabszámtól

## Kézi kovácsolás
A kézi kovácsoláson általában azt a műveletet értjük, amikor a munkadarabot kovácsüllőn vagy kovácssatuban, kézi kalapáccsal vagy egyéb segédeszközök igénybevételével alakítják. Évszázadokon át így állították elő a kéziszerszámokat, a háztartási és a gazdasági eszközöket a szegtől kezdve a kapáig, a fegyvereket és a páncélokat, valamint a dísztárgyakat. Az eljárás a gépi kovácsolás terjedése ellenére máig fennmaradt, például a patkolókovácsok (lókovácsok) és a művészi termékeket előállító díszműkovácsok esetében. A kovács szakmából fejlődött ki a lakatos és a bádogos szakma.
A kézzel dolgozó kovácsok is használhatnak alakításra gépeket (általában egyszerű gépi kalapácsokat); az ilyen műveletet technológiailag a szabadalakító kovácsoláshoz is sorolhatjuk.

## Szabadalakító kovácsolás

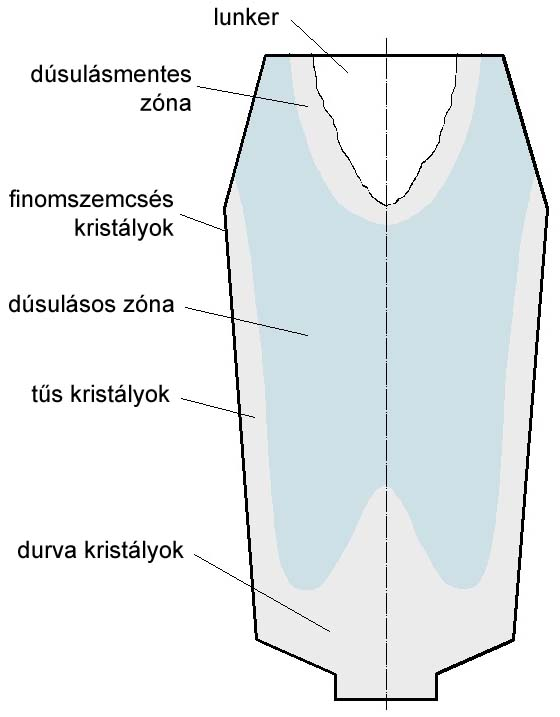
A kovácstuskó belső szerkezete

A nagy, szabadon alakított kovácsdarabok kiinduló anyaga az öntött tuskó, a kisebbeké pedig hengerelt buga, vagy előkovácsolt rúd. A kovácstuskókat kokillába öntik. Alakjuk általában felfelé szélesedő csonka gúla, keresztmetszetük négy-, hat- vagy nyolcszög, a nagy tömegű tuskók még több szögűek vagy hullámos felületűek. Kör keresztmetszetű tuskókat nem használnak, mert azok felülete könnyen reped.
Öntés közben gázok kerülnek az olvadékba, ezért amikor a leöntött tuskó megdermed, a magjában üregek, lyukak keletkeznek, emellett helyenként megnő benne a foszfor- és a kéntartalom (dúsulás). Emiatt a fokozott minőségi követelményeknek kitett kovácsdarabok kiinduló anyagát rendszerint ívfénnyel átolvasztják, hogy dúsulás- és gázmentes, egyenletes kémiai összetételű darabból kovácsolhassanak. A folyékony fém oxidálódását salakréteggel vagy vákuumban olvasztással küszöbölik ki.

### A szabadalakító kovácsolás műveletei

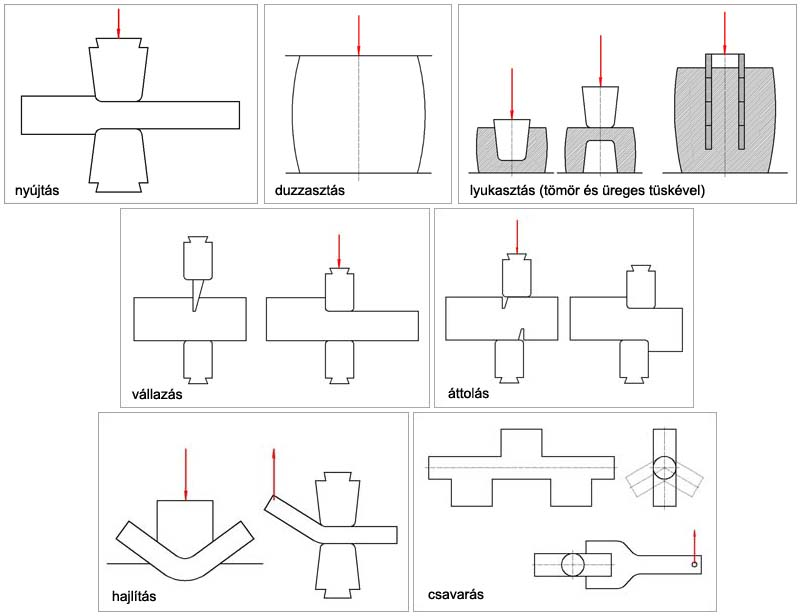
A szabadalakító kovácsolás műveletei

A kovácsolás során több, egymástól jól megkülönböztethető alapműveletet alkalmaznak:
- Nyújtás: A szabadalakító kovácsolás legalapvetőbb művelete. A nyújtóbetét általában lapos, téglalap nyomófelületű szerszám. A nyújtás annál erőteljesebb, minél keskenyebb a nyújtóbetét.
- Duzzasztás: Olyankor szükséges, ha kis keresztmetszetű kiinduló anyagból nagyobb keresztmetszetű darabot kell kovácsolni. Gyűrűk, korongok, tárcsák lyukasztásának előkészítésére is alkalmazzák.
- Lyukasztás: Tömör vagy üreges lyukasztó tüskével végzik, egy vagy két oldalról.
- Vállazás: Az éles vagy nagyobb átmenetek kialakításának segédművelete. Egyszerű nyújtással ugyanis nem lehet éles átmenetet biztosítani, mert az ütések helye mellett az anyag behúzódik.
- Áttolás: Az anyagtakarékosságot és a kedvezőbb szálelrendeződést segíti elő.
- Hajlítás: Általában a görbe kovácsdarabok alakításának utolsó művelete. Többnyire csak a darab egy kis részét kell egy görbe vonal mentén meghajlítani. Eközben ügyelni kell a húzott, külső oldal „behúzódására”, ezen a részen szükség esetén anyagtöbbletet kell biztosítani.
- Csavarás: Kényes művelet, ezért megfelelő hőmérsékleten kell végezni. A kovácsdarab egyik részét általában úgy fordítják el valamilyen szöggel a többihez képest, hogy a darabot először egy síkban lekovácsolják, és a műveletsor végén csavarják meg.
- Kovácshegesztés: A bonyolult alakú kovácsdarabokat gyakran részekre bontva kovácsolják, és a részeket hegesztéssel, igen gyakran kovácshegesztéssel egyesítik. A kis karbontartalmú (a kohászatban a szén helyett többnyire a karbon kifejezést használják) acélok (mintegy 0,15% C-tartalomig) általában jól hegeszthetők, efölött azonban a hegeszthetőség már korlátozott.

### Az átkovácsolásról

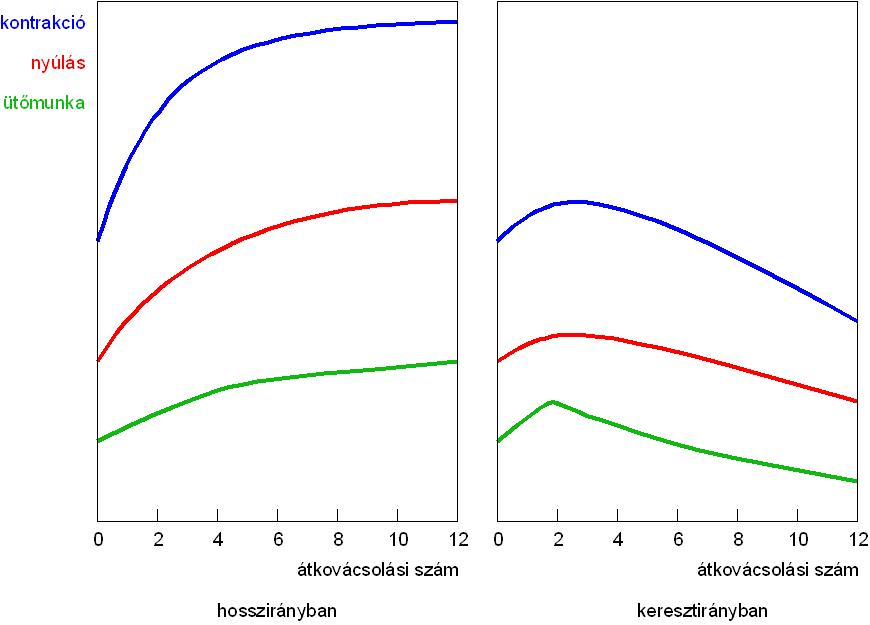
Az átkovácsolás hatása a mechanikai tulajdonságokra hossz- és keresztirányban

A kovácsüzemi gyakorlatban az alakítás mértékét az átkovácsolási számmal jellemzik, ami az alakított keresztmetszetek hányadosa (1-nél nagyobb szám):
{\displaystyle k={\frac {A_{1}}{A_{0}}}}   vagy   {\displaystyle k={\frac {A_{0}}{A_{1}}}}.
Az alakítás egymás után következő fokozatainak együttes hatását az átkovácsolási számok szorzatával jellemzik.
Az átkovácsolás mértékének meghatározásához ennél célszerűbb mérőszám a fajlagos alakváltozási tényező:
{\displaystyle \varepsilon ={\frac {\Delta A}{A_{0}}}},
amivel korrekt módon határozható meg az egymást követő alakítások hatása (ΔA=A0–A1 – a keresztmetszet csökkenése, A0 és A1 a kiinduló és a kész keresztmetszet). Ráadásul – minthogy az átkovácsolás hatása függ a száliránytól – figyelembe kell venni az egyes fázisok szálirányt alakító hatását is.
Az átkovácsolás elroncsolja és egyúttal átalakítja a durva öntési szövetet. Az anyagban maradt salak- és oxidzárványok, valamint a dúsulások az alakváltozás irányának megfelelő sorokba rendeződnek. A soros szövet miatt az eredetileg minden irányban azonos mechanikai tulajdonságok anizotróppá válnak, méghozzá úgy, hogy a szálirányú mechanikai tulajdonságok rendszerint kedvezőbbek a keresztirányúaknál. Az átkovácsolás eleinte erőteljesen javítja a mechanikai tulajdonságokat, de csak egy bizonyos mértékig, sőt, a keresztirányú próbák értékei előbb-utóbb romlani kezdenek. Ezért a keresztirányú igénybevételnek kitett alkatrészek átkovácsolását nem célszerű k≈2 körüli értéken túl folytatni.

## Süllyesztékes kovácsolás

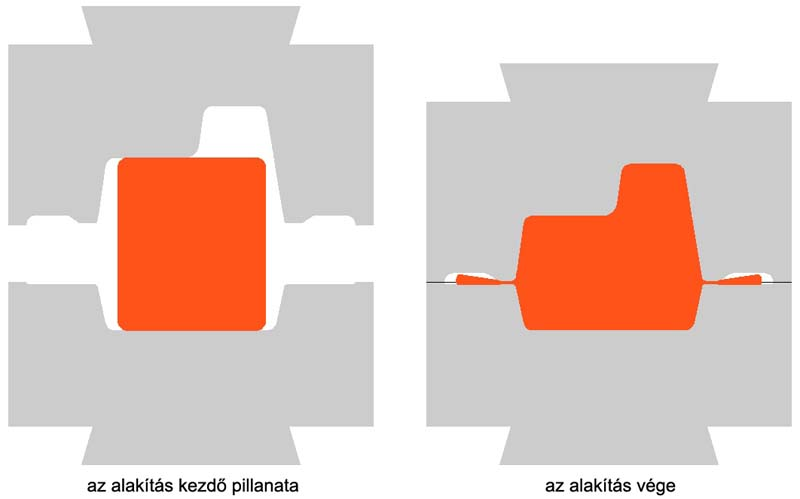
Süllyesztékes kovácsolás

Süllyesztékes kovácsolással bonyolultabb kovácsdarabok állíthatók elő, a szabadalakító kovácsolásnál pontosabban és többnyire nagy sorozatban. A munkadarabot általában két félből álló szerszámmal alakítják, ezek a süllyesztékek. A süllyesztékszerszámokba a kovácsdarab két részre osztott negatívját munkálják be. A süllyesztékeket elválasztó felület az osztófelület.

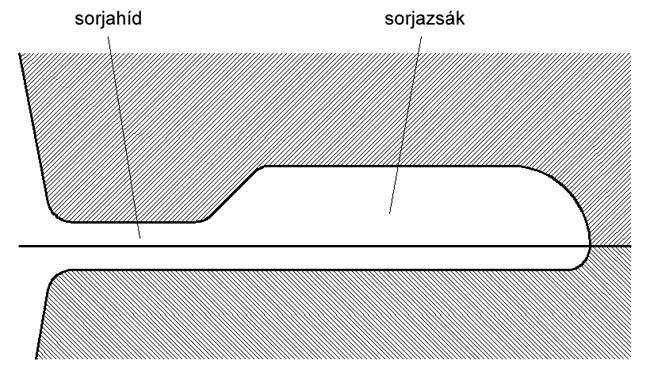
A sorjacsatorna általános alakja és részei

A süllyesztékes kovácsolásnak számos módszere van (sorjával végzett, sorja nélküli, méretpontos stb.). A következőkben a „legközönségesebb” eljárásról, a sorjával végzett alakításról szólunk. Ebben a darabolási pontatlanságból származó és az egyéb szempontok miatt tervezett anyagtöbblet az üreg és az osztófelület határán kiképezett üregrészbe áramlik: ez a sorjacsatorna, az ebbe kerülő anyag pedig a sorja. A sorjacsatorna két, jól megkülönböztethető része:
- a sorjahíd és
- a sorjazsák.

Az üregben el nem férő anyagtöbblet a sorjahídon távozik a sorjazsákba. A sorjahíd méreteit úgy kell megválasztani, hogy az anyag kiáramlását tegye lehetővé, de egyúttal gátolja is annyira, hogy az anyag előbb a süllyesztéküreg nehezebben töltődő részeit töltse ki. A sorjazsák méretét úgy kell meghatározni, hogy elférjen benne a kiáramló anyag. A sorja eltávolítása a kovácsolás végén egy külön művelet, a sorjázás.

### A süllyesztékes kovácsdarab tervezése

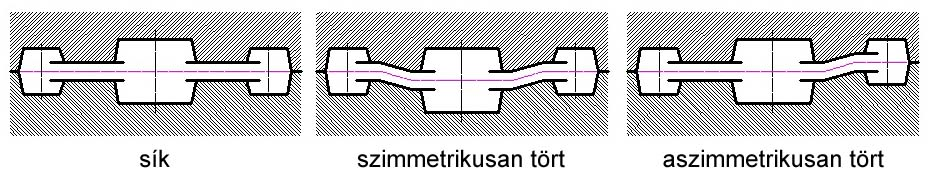
Az osztófelületek fajtái

A kovácsdarab tervezésének első lépése az osztófelület megválasztása. Az osztófelület a darabot két részre osztja, így annak egyik fele az alsó, a másik a felső süllyesztékszerszámba kerül. Az osztófelület alakja a kovácsdarab alakjától függ, és lehet sík, szimmetrikusan tört vagy aszimmetrikusan tört. A tört osztófelület általában nem előnyös, mert az alakítás közben fellépő vízszintes (pontosabban: az ütésirányra merőleges) erők kedvezőtlenül hatnak a szerszámra és az alakító gépre, de magára a kovácsdarabra is. Az osztófelület megválasztásának számos szempontja közül néhány:

- a darabot lehetőleg két egyforma részre ossza,
- lehetőleg sík legyen,
- biztosítsa az üregben az optimális anyagáramlást és a megfelelő szálelrendeződést,
- tegye felismerhetővé a két süllyesztékfél esetleges eltolódását,
- tegye lehetővé a megfelelő sorjázást,
- tegye lehetővé a szerszám gazdaságos megmunkálását stb.

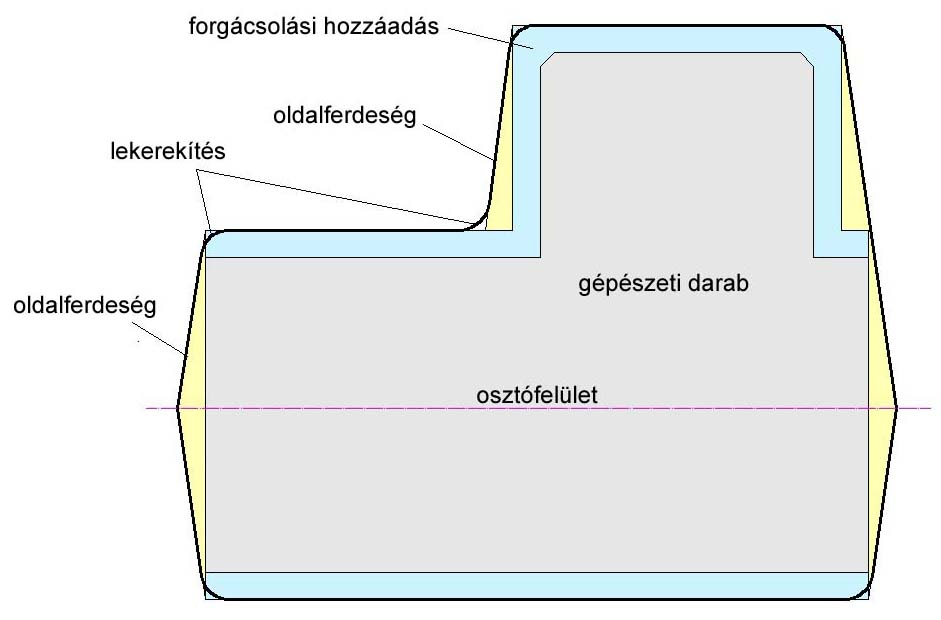
A kovácsdarab tervezésének módja

A második lépés a forgácsolási ráhagyások helyének és mértékének megállapítása. Minthogy a kovácsdarabokból az adott gépalkatrészt forgácsolással készítik el, a forgácsolandó részek méretét a forgácsoláshoz szükséges anyagmennyiséggel (vastagsággal) meg kell növelni (ezt jelzik az ábrán a világoskék területek). A ráhagyások értékeit szabványok és/vagy az üzemi adottságok alapján állapítják meg.
A harmadik lépés az oldalferdeségek megállapítása. A kovácsolás alapvető követelménye, hogy a kovácsdarabot ki lehessen venni a süllyesztékszerszámból, ne ragadjon bele. Ezért az üreg az osztófelület felől nézve csak szűkülhet, nem lehet benne alámetszés. Ezt biztosítja a megfelelően megválasztott oldalferdeség. A kovácsdarabnak a gépészeti darabhoz viszonyított tömegét az oldalferdeségek (a rajzon a sárga területek) is növelik.
A következő lépésben a lekerekítések mértékét kell megválasztani. A lekerekítésekkel az üreg kopását, deformálódását, a szerszámüreg megrepedését kerülhetjük el. A lekerekítés megkönnyíti az anyagáramlást, a kis lekerekítések azonban gyakran becsípődéseket okoznak.
Egy-egy konkrét kovácsdarab tervezésekor a felsoroltakon kívül természetesen még számos tervezési feladatot meg kell oldani (tervezni kell a fal- és bordaméreteket, fenékvastagságokat, technológiai hozzáadásokat stb.). Ezek a módosítások mind növelik a kovácsdarab tömegét. A kovácsdarab és a gépészeti darab tömegének hányadosát anyagfelhasználási együtthatónak nevezzük.

### A süllyesztékes kovácsolás módszerei

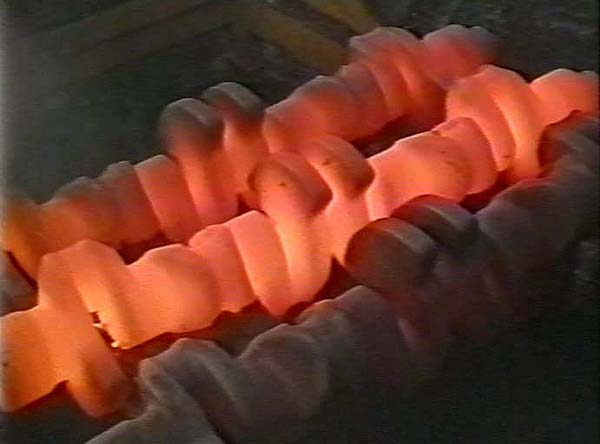
Süllyesztékben kovácsolt forgattyús tengelyek

A süllyesztékesen kovácsolt darabok fokozatosan közelítik végső alakjukat (ez persze csaknem mindegyik képlékeny alakító eljárásra igaz). A fokozatok (műveletek) számát és jellegét a kovácsdarab alakja, bonyolultsága, az üzemi adottságok és gazdaságossági szempontok alapján határozzák meg. A nagy sorozatban készített, egyszerű darabok akár egy üregben, előkovácsolás nélkül is kovácsolhatók, a nagyobb sorozatú, bonyolultabb darabok süllyesztékes kovácsolása azonban előkovácsolás nélkül már gazdaságtalan. Az előkovácsolás lehet például szabadalakító, bár ennek a termelékenysége kisebb, mint a süllyesztékesé. Nagy sorozatoknál már az előalakítás is több fokozatú. Ilyenkor előfordul, hogy ugyanabban a süllyesztékszerszámban alakítják ki a készüreget és az előalakító ürege(ke)t is. A több gépen, több üregben végzett kovácsolás a nagy sorozatú és a tömeggyártásban lehet indokolt – ilyenkor egy gépen általában csak egy műveletet végeznek. Ez a módszer termelékeny, de sok gép kell hozzá.

### Süllyesztékek
A süllyesztékek a süllyesztékes kovácsolás szerszámai. A süllyesztékesen kovácsolt darabokat általában két félből álló szerszámban alakítják úgy, hogy ezekbe a felekbe bemunkálják a kovácsdarab – osztófelülettel elvágott – „negatívját”, az üreget. Egy szerszámban akár több üreg is lehet. A süllyesztékszerszámokat az alakító gép (kalapács vagy mechanikus sajtó) tőkéjére és medvéjére, illetve nyomóasztalára szerelik.

### Sorjázás

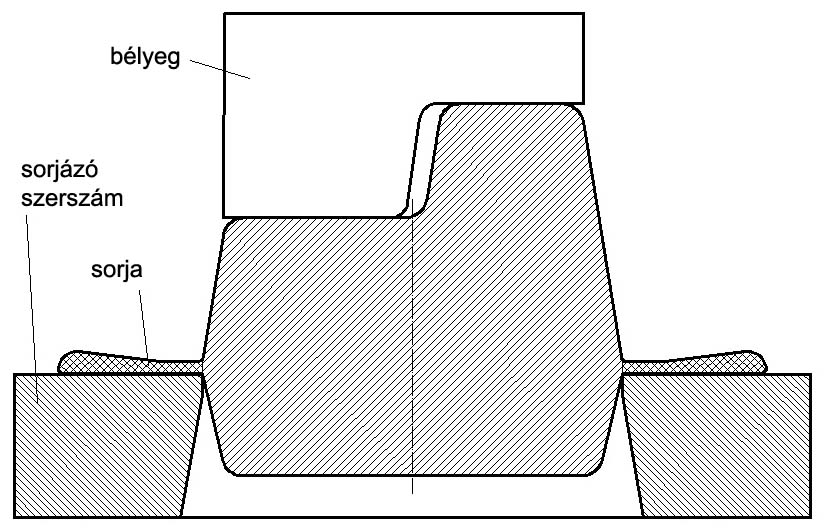
Sorjázás

A sorjával végzett süllyesztékes kovácsolás után a darabon sorjának nevezett anyagfelesleg marad. Ezt a kovácsolás befejezése után – általában nyírással – eltávolítják. A sorjázáshoz a kovácsdarabot az alakjának megfelelő bélyeggel átnyomják egy vágólapon, és az a darab kerülete mentén lenyírja a sorját. A meleg sorjázást közvetlenül a kovácsolás befejezése után, a hideg sorjázást később, a darab lehűlése után végzik el. A meleg sorjázás előnye a sima vágási felület, a hideg sorjázás viszont termelékenyebb. A lehűlő darab felületén sajátos oxidréteg, reve képződik. A kemény reve koptatja a sorjázó szerszám élét, a hideg sorjázás előtt ezt célszerű (mechanikus vagy kémiai módszerrel) eltávolítani a darabokról. Ezzel a többszörösére növelhető a vágólap éltartama.

## A kovácsolás gépei

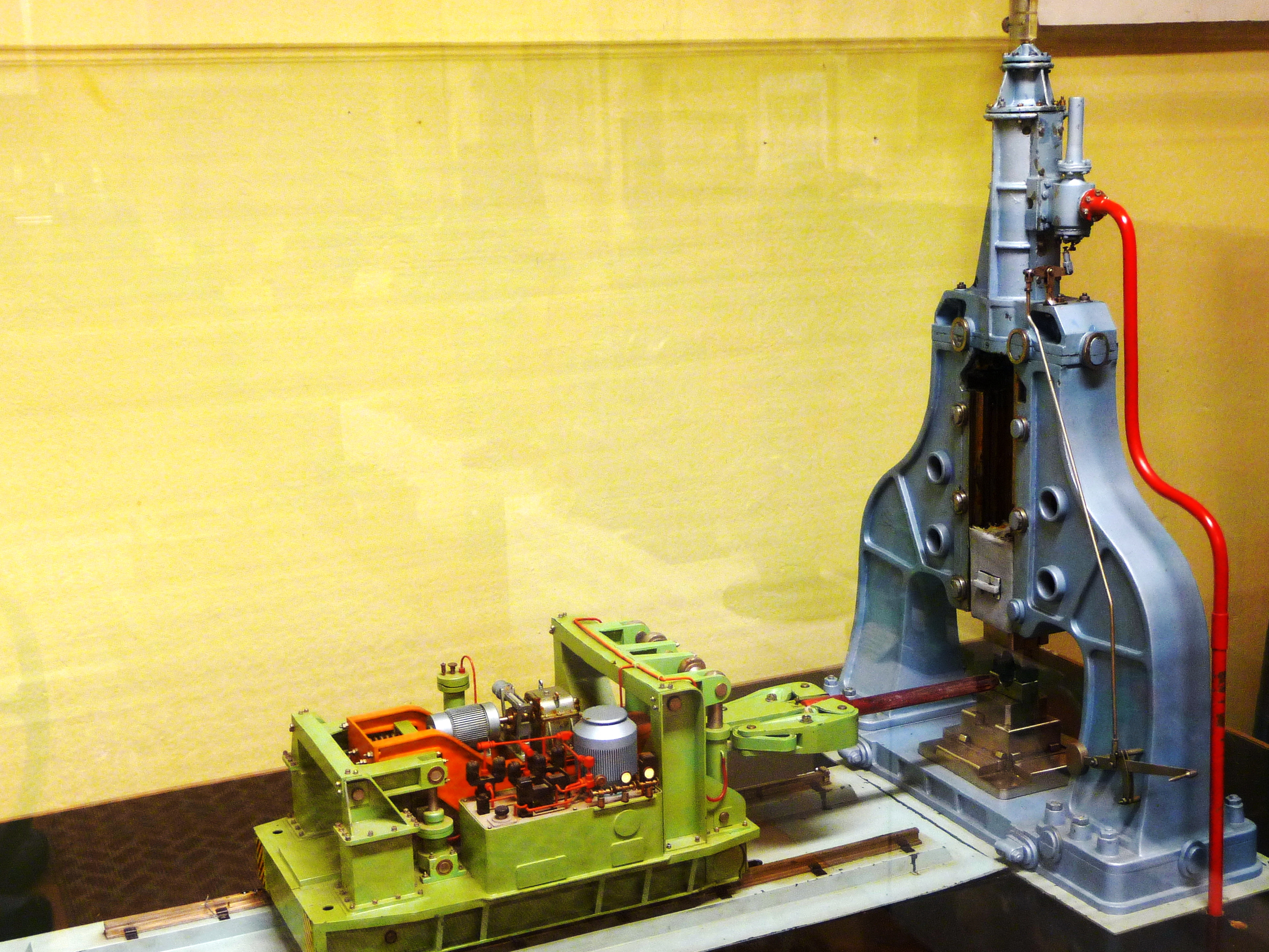
Kétállványos szabadalakító gőz-légkalapács kovácsmanipulátorral (makett a Kohászati Múzeumban)

A kovácsolásra alkalmas alakítógépek három csoportja:
- Kalapácsok: Kovácsüzemi kalapácsoknál az alakítást általában egy gyorsulva mozgó tömeg („medve”) mozgási energiája végzi el. A medve mozoghat földi nehézségi gyorsulással, vagy annál gyorsabban. A medvét mozgathatják mechanikusan, illetve sűrített gőzzel vagy levegővel. A szabadalakító és a süllyesztékes kovácsolásra alkalmas kalapácsok egyik legalapvetőbb különbsége az alapozás: a szabadalakító kalapácsok tőkéjét és gépállványát külön alapozzák, a süllyesztékes kalapácsokat (amelyekben a tőke és az állvány egyetlen, zárt rendszer) egyetlen alaptömbön helyezik el.

- Hidraulikus sajtók: A hidraulikus sajtókban az alakítást a hidraulikus hengerben mozgó dugattyúhoz kapcsolt szerszám végzi, az alakító erőt nagynyomású víz vagy olaj közvetíti. Megkülönböztetjük a négy- és kétoszlopos, valamint a zárt keretes hidraulikus sajtókat – mindezek általában a nagyobb darabok szabadalakító kovácsolására szolgálnak.

- Mechanikus sajtók: A medvét változatos mechanikus megoldásokkal mozgatják (így például vannak forgattyús és excenteres sajtók, dörzssajtók).

### A szabadalakító kovácsolás gépei

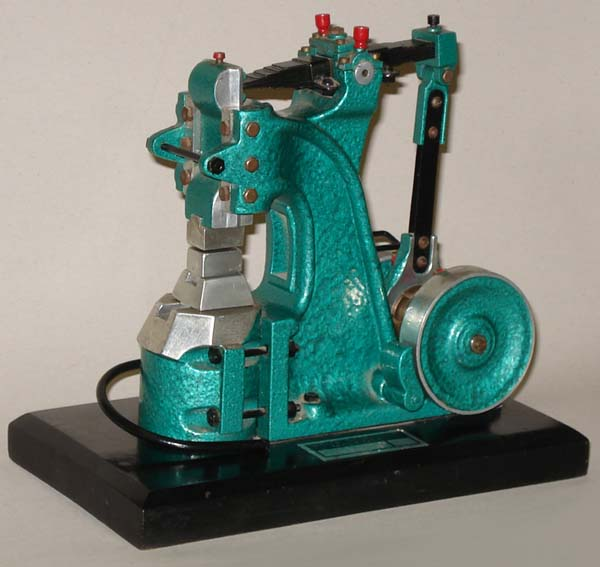
Rugós (Ajax-) kalapács makettje

A szabadalakításra alkalmas kalapácsoknak sok változata létezik. Egyik lehetséges felosztásuk:
- mechanikus kalapácsok:
  - rugós kalapácsok, amelyekben a forgattyús hajtómű mozgását egy laprugó-köteg közvetíti a medvéhez. Ez mentesíti a hajtó mechanizmust az ütéskor keletkező dinamikus lökésektől, ráadásul a behajló rugó az ütés energiáját is növeli.

- - légpárnás kalapácsok, ezeket forgattyús hajtóműről hajtják meg, de itt a hajtómű és a medve rugalmas kapcsolatát légpárna biztosítja. A kalapács medvéje egy, a forgattyús hajtóműhöz kapcsolt dugattyúval és a légsűrítő hengerterével összeköttetésben álló, függőleges hengerben mozog. A hajtó főtengely és a hajtómű elrendezése szerint ferde és párhuzamos hengerű kalapácsokat különböztetünk meg.

- gőz-légkalapácsok, amelyeknek közös jellemzőjük a hengerben mozgó dugattyúhoz kapcsolt medve, amit a henger alsó terébe vezetett gőz vagy levegő emel. Ütéskor a gőz-légkalapácsok hengerének felső terébe is vezethetnek gőzt vagy sűrített levegőt: ilyenkor a lefelé mozgó medve a nehézségi gyorsulásnál jobban gyorsul, így ütési energiája is nagyobb lesz. A gőzt vagy a sűrített levegőt általában tolattyús vagy szelepes vezérművel vezetik a munkahengerbe.
  - egyállványos kalapácsok,
  - kétállványos kalapácsok,
  - hídállványos kalapácsok.

Fontos követelmény, hogy a szabadalakító kalapács állványzata alatt a munkavégzéshez megfelelő, tágas helyet alakítsunk ki. Vannak egy- és kétállványos, valamint hídállványos kalapácsok.

### A süllyesztékes kovácsolás gépei
Süllyesztékes kovácsoláshoz az alábbi alakító gépeket használhatjuk:
- kalapácsok:
  - mechanikus ejtőkalapácsok, amelyeknek az ütési energiáját az ejtési magasságba felemelt, majd onnan szabadeséssel gyorsuló medve mozgási energiája biztosítja. Az emelésre többféle módszert dolgoztak ki. Az emelő elemet (léc, heveder, gall-lánc, olajhidraulikus dugattyú rúdja) a medvéhez rögzítik. A különböző veszteségek miatt a lefelé haladó medve gyorsulása nem éri el a nehézségi gyorsulás teljes értékét.

- - gőz-légkalapácsok (hosszú- és rövidlöketű, kétmedvés), ezek medvéjét nagy nyomású gőzzel vagy sűrített levegővel mozgatják. A medvét a dugattyú alsó felületére ható erő emeli, ütéskor pedig általában (itt is van, vagy inkább volt ejtőkalapács!) a felső dugattyúfelületre ható gőznyomással növelik az ütési energiát. A gőzkalapácsok speciális típusa a kétmedvés vagy ellenütős kalapács. Ezek fő előnye, hogy kevésbé terhelik meg az alapozást, kisebb a talajrezgés. Az elnevezés onnan ered, hogy nem csak a medve mozog (a dugattyúval együtt), hanem vele szemben, többnyire azonos sebességgel mozog egy alsó medve is. Fő típusa a hevederes ellenütős kalapács, amelynél a felső és az alsó medvét görgőkön átvezetett acélhevederekkel mozgatják azonos sebességgel, egymással szemben.

- mechanikus sajtók:
  - frikciós (csavar-) sajtók, amelyekben a függőleges csavarorsóra ékelt lendkereket két dörzstárcsával forgatják meg. A több menetbekezdéses csavarorsó a sajtó állványában elhelyezett anyában fordul el. Ha a dörzstárcsát az egyik oldalon nyomják a lendkeréknek, akkor az orsó, illetve a rá erősített medve és szerszám lefelé mozdul el, a másik oldali dörzstárcsa pedig emeli. Az ismertetett, klasszikus kéttárcsás csavarsajtón kívül elterjedtek más megoldások is (háromtárcsás, Vincent- és ütősajtó). Ezek kialakítását a nagyobb ütésszám elérése, illetve a csúszási veszteség csökkentése kívánta meg.
  - forgattyús és excentersajtók, a mechanikus sajtók vezértípusai. A szerszámot ezekben is egy mozgó medvére (nyomófejre) erősítik, és azt excenteres mechanizmus mozgatja egy nyomórúd közvetítésével. A sajtó munkalökete a forgattyú alsó 30°-ára esik, a legnagyobb erőt az alsó holtpontban közli. Az excenteres elvű sajtóknak is több típusa alakult ki (Maxima, könyökemelős, mozgóékes).

A süllyesztékes kovácsolás speciális módszereihez másféleképpen kialakított és működő gépek készültek.

## További képek

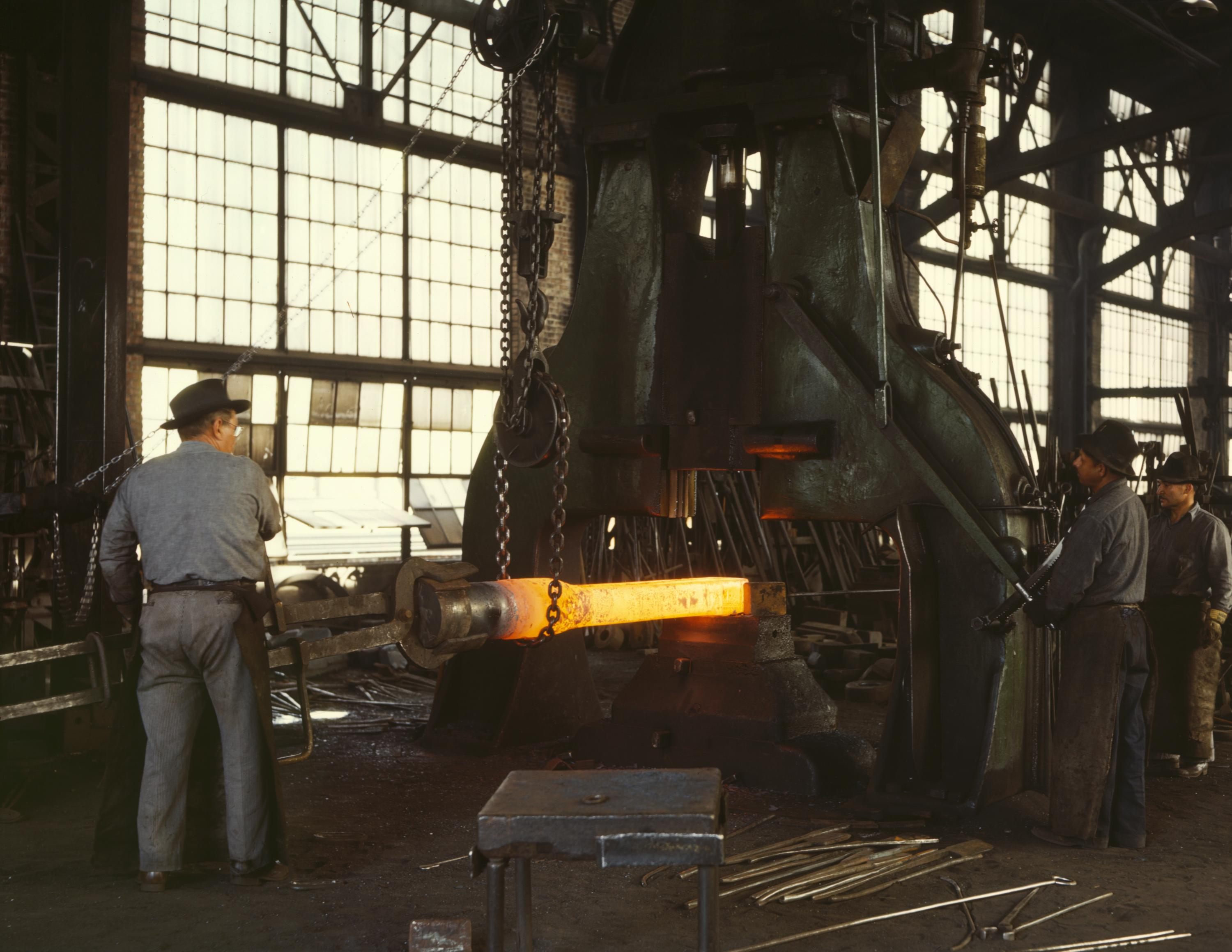
Kétállványos gőzkalapács
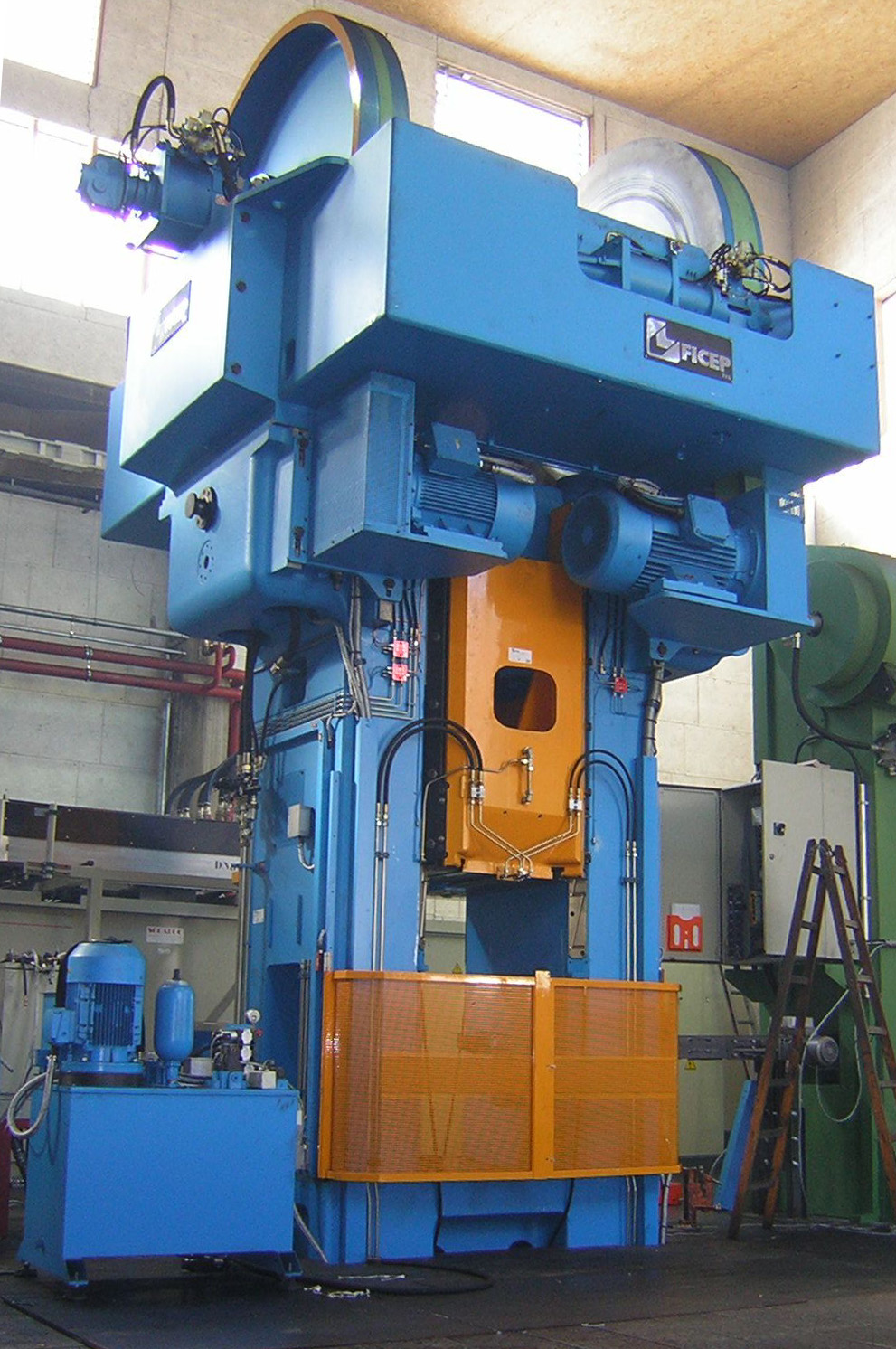
Frikciós (csavar-) sajtó
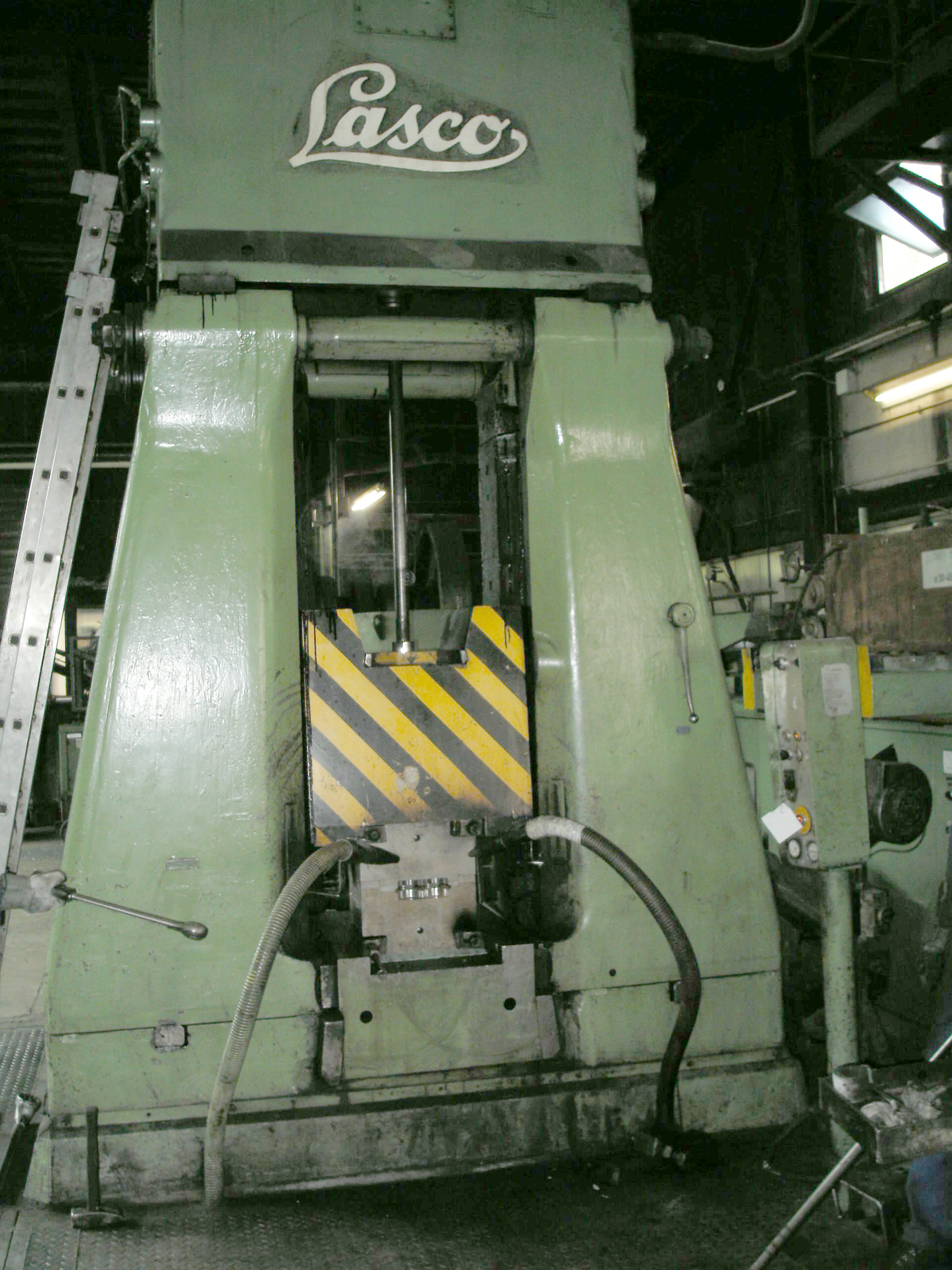
Olajhidraulikus ejtőkalapács
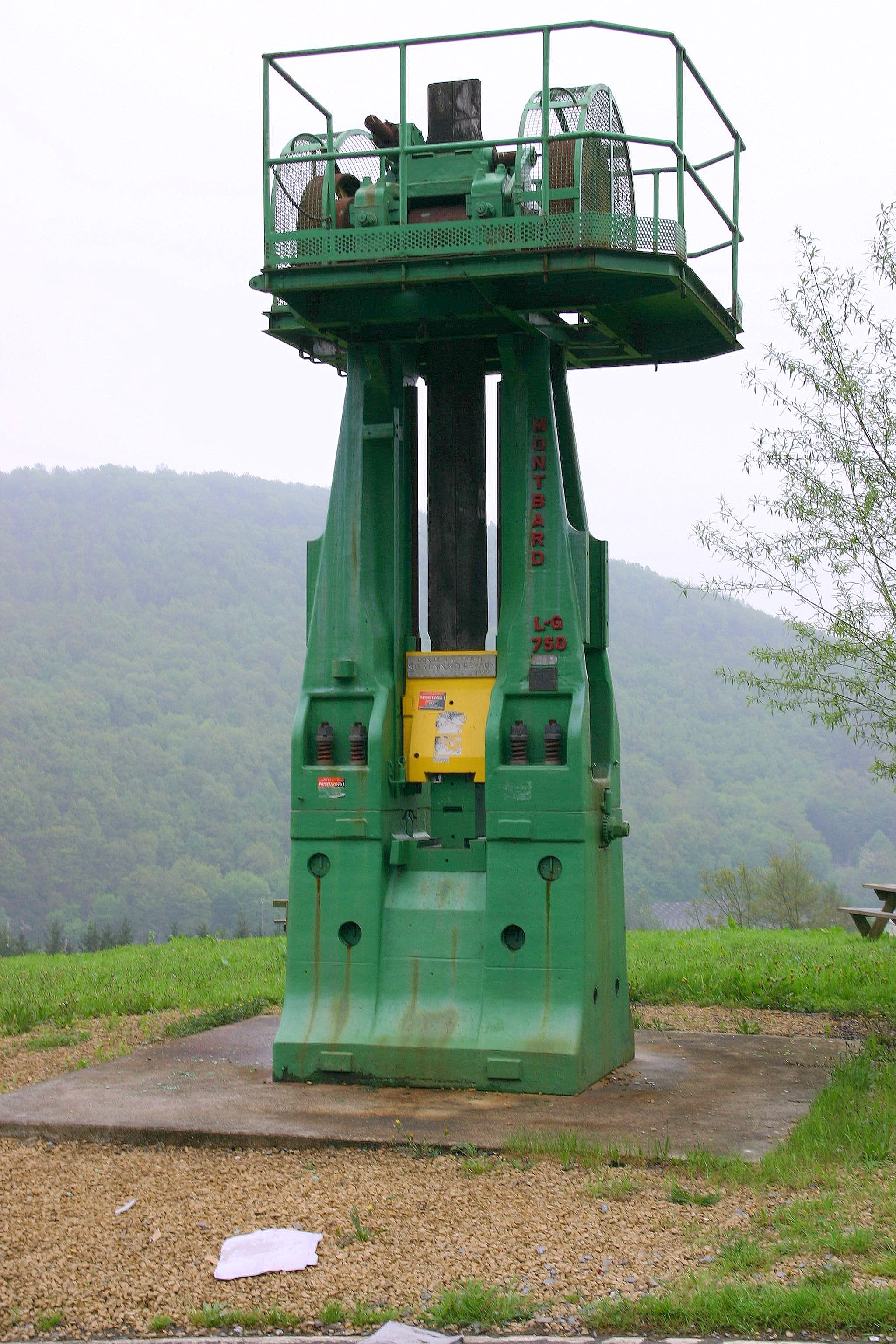
Léces ejtőkalapács (múzeumi)
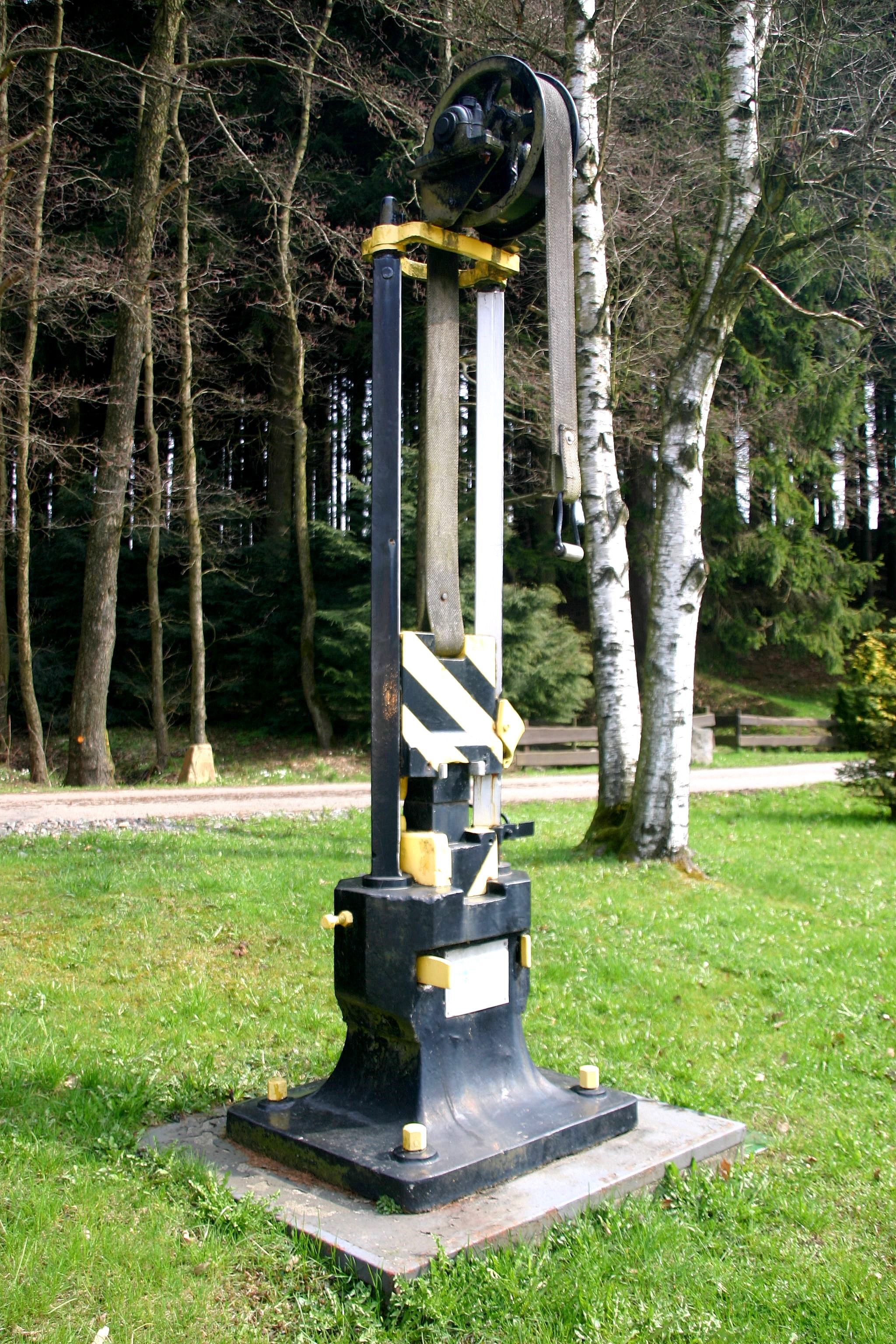
Hevederes ejtőkalapács (múzeumi)
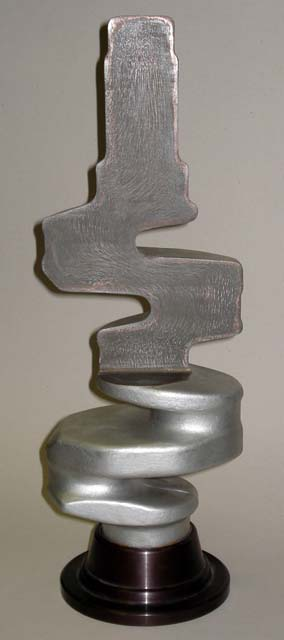
Kovácsolt forgattyús tengely metszete
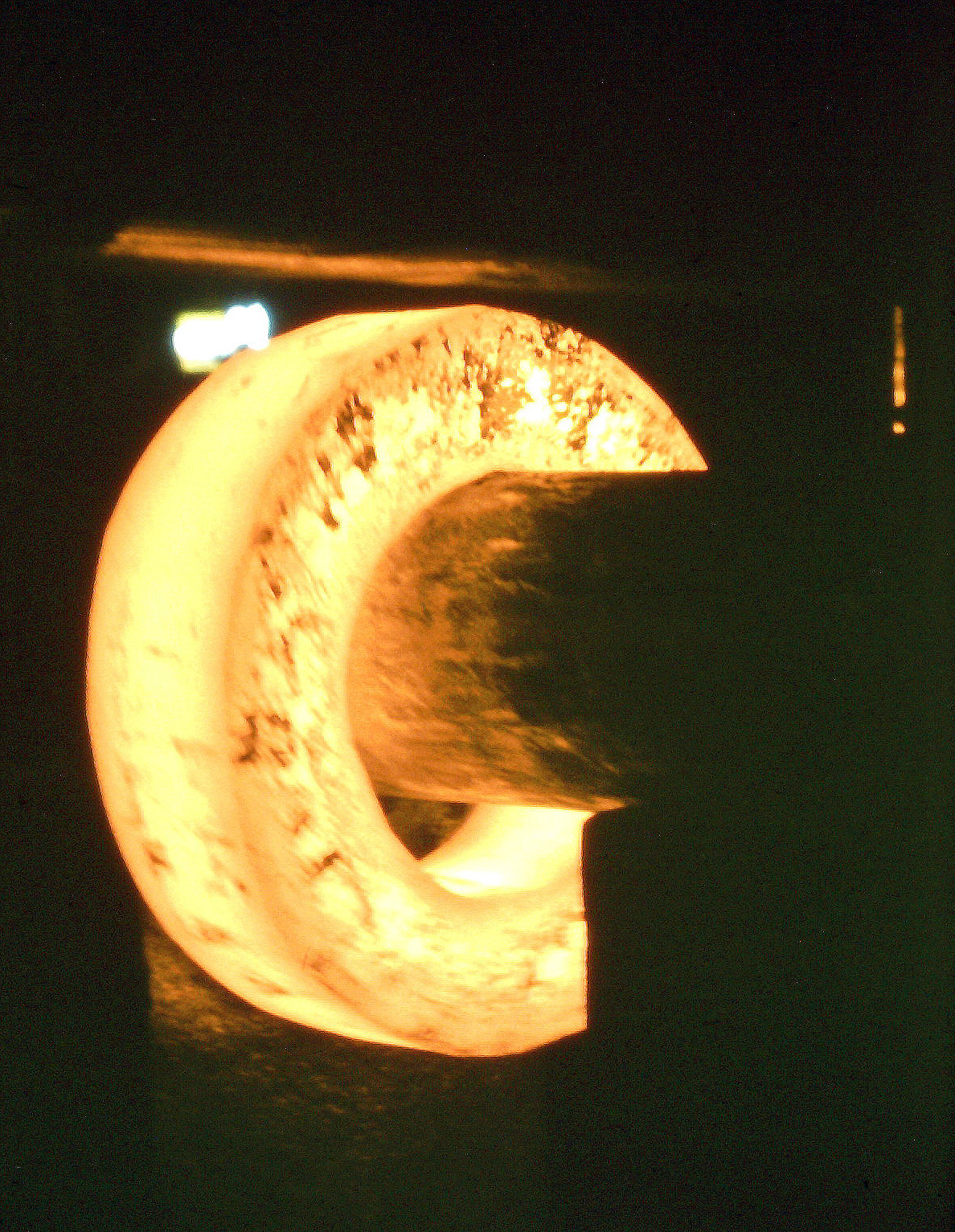
Gyűrűkovácsolás az LKM-ben
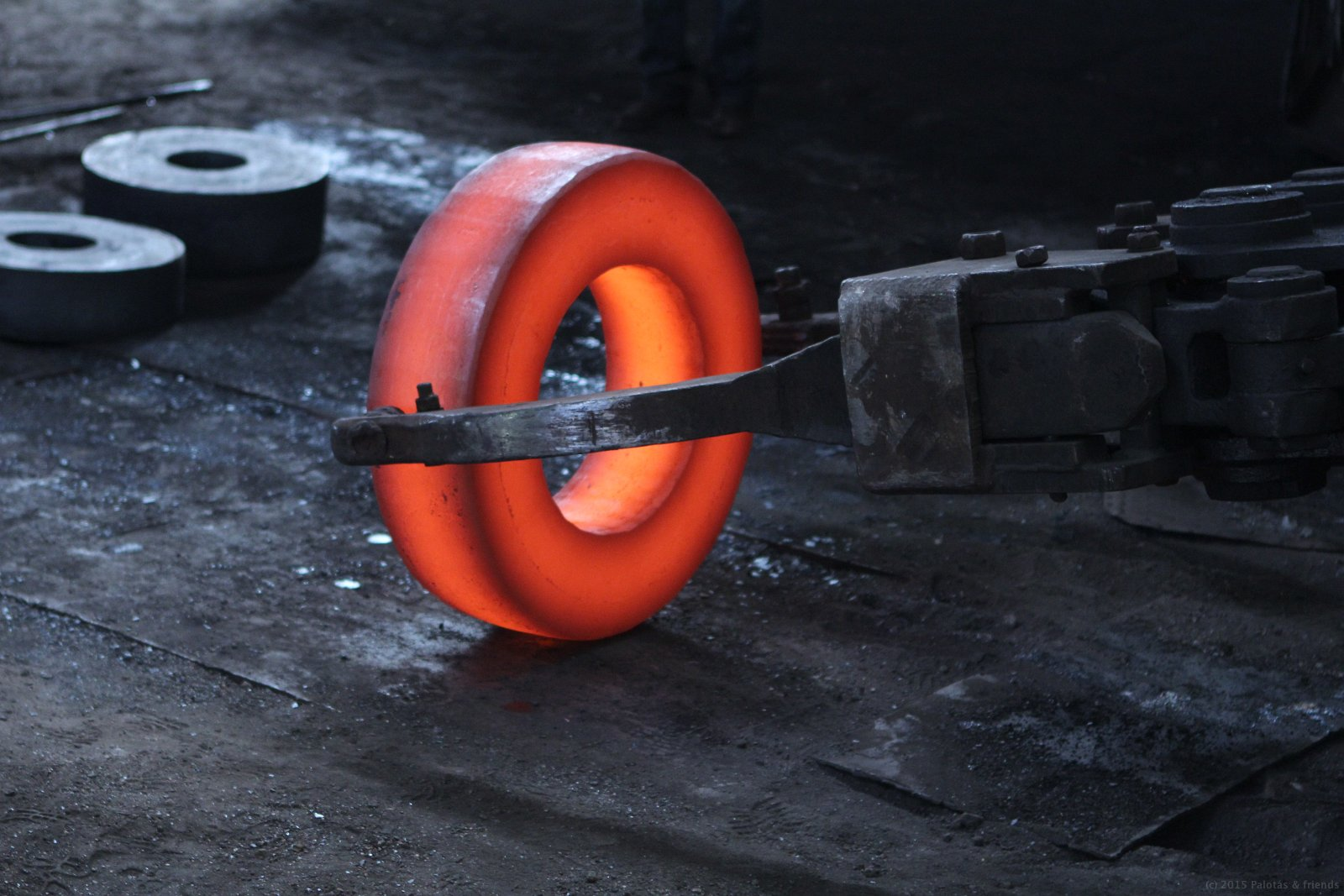
Gyűrűkovácsolás a Hámor Rt-ben